# Salón del Cómic de Zaragoza
El Salón del Cómic de Zaragoza (desde la VI edición; antiguas Muestra del Cómic y el Tebeo —I-IV edición— y Muestra del Cómic de Zaragoza —V edición—) es un evento de historieta que se celebra anualmente en Zaragoza desde 2002. Está organizado por el Ayuntamiento de Zaragoza con la colaboración de las asociaciones Malavida, Mangaku, Tatakae y Thermozero.
Desde la V edición (2006) se celebra en la Sala Multiusos del Auditorio-Palacio de Congresos de Zaragoza, que sustituyó al Centro Cívico La Almozara, donde tuvieron lugar las primeras 4 ediciones (2002-2005).
El Salón estuvo a punto de desaparecer en 2011 por las limitaciones económicas, superándose finalmente gracias a la reducción de su presupuesto y al cobro de un euro por la entrada desde la X edición (2011).
En octubre de 2020, ante la grave situación epidemiológica de Zaragoza en aquel momento por la pandemia de COVID-19, la Organización del Salón comunicó la suspensión de la XIX edición.
La XX edición (2021) se celebró con aforo limitado a 5000 personas (1000 por cada tramo horario) debido a la pandemia de COVID-19.
En la XXI edición (2022) se sustituyó el modo de venta de las entradas. Se suprimió la taquilla y se vendieron por primera vez de forma electrónica a través de Entradium.
Junto al Salón se celebra también la iniciativa Diciembre Mes del Cómic desde 2010, dentro del cual se promueven una gran variedad de actividades y exposiciones relacionadas con el cómic en distintos centros cívicos de la ciudad durante todo el mes de diciembre. Con la programación de esta iniciativa se suplió la suspensión de la XIX edición en 2020.

## Ediciones
| Edición | Denominación                  | Fechas                                                              | Asistencia               | Expositores |
| ------- | ----------------------------- | ------------------------------------------------------------------- | ------------------------ | ----------- |
| I       | Muestra del Cómic y el Tebeo  | 1 de diciembre de 2002                                              | 800 personas             | 14          |
| II      | Muestra del Cómic y el Tebeo  | 29 y 30 de noviembre de 2003                                        | (sin datos)              | (sin datos) |
| III     | Muestra del Cómic y el Tebeo  | 18 y 19 de diciembre de 2004                                        | (sin datos)              | (sin datos) |
| IV      | Muestra del Cómic y el Tebeo  | 17 y 18 de diciembre de 2005                                        | 2500 personas            | (sin datos) |
| V       | Muestra del Cómic de Zaragoza | 22 y 23 de diciembre de 2006                                        | 10 000 personas          | 45          |
| VI      | Salón del Cómic de Zaragoza   | 14, 15 y 16 de diciembre de 2007                                    | (sin datos)              | (sin datos) |
| VII     | Salón del Cómic de Zaragoza   | 19, 20 y 21 de diciembre de 2008                                    | (sin datos)              | (sin datos) |
| VIII    | Salón del Cómic de Zaragoza   | 18, 19 y 20 de diciembre de 2009                                    | 14 500 personas          | 57          |
| IX      | Salón del Cómic de Zaragoza   | 17, 18 y 19 de diciembre de 2010                                    | 16 000 personas          | 64          |
| X       | Salón del Cómic de Zaragoza   | 16, 17 y 18 de diciembre de 2011                                    | 14 000 personas          | (sin datos) |
| XI      | Salón del Cómic de Zaragoza   | 14, 15 y 16 de diciembre de 2012                                    | (sin datos)              | (sin datos) |
| XII     | Salón del Cómic de Zaragoza   | 13, 14 y 15 de diciembre de 2013                                    | (sin datos)              | (sin datos) |
| XIII    | Salón del Cómic de Zaragoza   | 12, 13 y 14 de diciembre de 2014                                    | (sin datos)              | (sin datos) |
| XIV     | Salón del Cómic de Zaragoza   | 18, 19 y 20 de diciembre de 2015                                    | 22 000 personas          | (sin datos) |
| XV      | Salón del Cómic de Zaragoza   | 16, 17 y 18 de diciembre de 2016                                    | (sin datos)              | 80          |
| XVI     | Salón del Cómic de Zaragoza   | 15, 16 y 17 de diciembre de 2017                                    | (sin datos)              | (sin datos) |
| XVII    | Salón del Cómic de Zaragoza   | 14, 15 y 16 de diciembre de 2018                                    | (sin datos)              | 77          |
| XVIII   | Salón del Cómic de Zaragoza   | 13, 14 y 15 de diciembre de 2019                                    | (sin datos)              | (sin datos) |
| XIX     | Salón del Cómic de Zaragoza   | suspendida en octubre de 2020 (suplida con Diciembre Mes del Cómic) | (sin datos)              | (sin datos) |
| XX      | Salón del Cómic de Zaragoza   | 17, 18 y 19 de diciembre de 2021                                    | limitado a 5000 personas | (sin datos) |
| XXI     | Salón del Cómic de Zaragoza   | 16, 17 y 18 de diciembre de 2022                                    | 13 000 personas          | (sin datos) |
| XXII    | Salón del Cómic de Zaragoza   | 15, 16 y 17 de diciembre de 2023                                    | (sin datos)              | (sin datos) |